# Мухаррем Яшарі
Мухаррем Яшарі (алб. Muharrem Jashari; нар. 21 лютого 1998, Митровиця, ФР Югославія) — косовський футболіст, півзахисник черкаського ЛНЗ та національної збірної Косова.

## Клубна кар'єра

### Ранні роки
Народився в Митровиці. Вихованець молодіжної академії «Трепча'89», до складу дорослої команди переведений 2016 року. У сезоні 2016/17 років допоміг команді виграти косовську Суперлігу. У серпні 2020 року перебував в оренді в «Приштині», але не зіграв жодного офіційного матчу. Й наприкінці серпня того ж року повернувся до «Трепча'89», у футболці якої зіграв понад 100 матчів у Суперлізі.

### «Дріта»
16 червня 2021 року підписав 3-річний контракт із клубом Суперліги Косова «Дріта», де отримав 10-й номер у команді. Повідомляється, що «Дріта» заплатив 80 тисяч євро за перехід гравця. У футболці «Дріти» дебютував 8 липня 2021 року в поєдинку першого кваліфікаційного раунду Ліги конференцій Європи УЄФА 2021/22 проти чорногорського «Дечича», в якому вийшов у стартовому складі. 

### ЛНЗ
31 січня 2024 року підписав контракт з ЛНЗ. За даними інтернет-порталу Transfermarkt сума відступних за гравця склала 50 000 євро.

## Кар'єра в збірній
31 травня 2021 року отримав виклик до збірної Косова на товариські матчі проти Гвінеї та Гамбії. Вісім днів по тому дебютував за Косово в товариському матчі проти Гвінеї, в якому вийшовши на заміну на 76-й хвилині замість Ррону Броя.

## Досягнення
- Суперліга Косова
  -  Чемпіон (1): 2016/17[8]